# Heydenia alpina
Heydenia alpina är en svampart som beskrevs av Fresen. 1852. Heydenia alpina ingår i släktet Heydenia, divisionen sporsäcksvampar och riket svampar.   Inga underarter finns listade i Catalogue of Life.